# Königslutter am Elm
Königslutter am Elm er en by i den nordvestlige del af Landkreis Helmstedt, i den østlige del af den tyske delstat Niedersachsen. Den har en befolkning på omkring 15.600 mennesker (2012).

## Geografi
Byen og kommunen ligger midt i Naturpark Elm-Lappwald og på den nordøstlige side af det skovklædte højdedrag Elm. De nærmeste større byer er Braunschweig omkring 23 km mod vest, Wolfsburg omkring 20 km mod nord og landkreisens administrationsby Helmstedt der ligger omkring 15 km øst for Königslutter.

### Nabokommuner
Følgende byer og kommuner grænser til Königslutter (med uret fra nord):

Wolfsburg, Groß Twülpstedt, Rennau, Süpplingenburg, Süpplingen, Räbke, Schöppenstedt, Evessen, Erkerode, Cremlingen og Lehre.

### Inddeling
I kommunen ligger ud over hovedbyen følgende landsbyer
| - Beienrode - Boimstorf - Bornum am Elm - Glentorf - Groß Steinum - Klein Steimke | - Lauingen - Lelm - Ochsendorf - Rhode (mit Bisdorf) - Rieseberg | - Rotenkamp - Rottorf - Scheppau - Schickelsheim - Sunstedt - Uhry |